# Spark (Band)

Ursprüngliches Logo von Spark, verwendet z. B. auf dem Cover des Debütalbums Downtown Illusions

Spark ist ein Kammermusikensemble, das Neue Musik und klassische Werke in eigener Neuinterpretation darbietet. Ein Ziel der Band ist es, klassische Musik besonders jungen Menschen oder auch Konzertgängern mit wenig klassischer Hörerfahrung zugänglich zu machen. Mit dem Slogan Spark – die klassische Band (so auch die Internet-Domain der Band) definiert Spark das Bestreben der Gruppe, klassische Musik mit der Hörerfahrung junger Menschen in Einklang zu bringen, indem sie „den Feinsinn und die Präzision eines klassischen Kammermusikensembles mit der Energie und dem Biss einer Rockband“ verbindet.

## Geschichte
Das Ensemble wurde 2007 von den Blockflötisten Andrea Ritter und Daniel Koschitzki gegründet. Beide kannten sich schon seit ihrem gemeinsamen Blockflötenstudium in Karlsruhe und hatten auch mehrere Jahre gemeinsam im Amsterdam Loeki Stardust Quartet gespielt. 2006 hatten sie zusammen das Barockensemble Koschitzki & Ritter gegründet.
Ebenfalls seit 2007 ist der Cellist Victor Plumettaz dabei, den Andrea Ritter und Daniel Koschitzki ebenfalls von der Musikhochschule Karlsruhe kannten. 2008 stieß Stefan Glaus dazu, der Violine und Viola spielte. 2015 schied er aus und wurde 2017 durch Stefan Balazsovics ersetzt. Der Pianist wechselte bereits mehrfach, seit 2018 sitzt Christian Fritz für Spark am Flügel. Die Musiker von Spark sind klassisch ausgebildet, lassen in ihre Musik aber auch Einflüsse aus Minimal Music, Filmmusik und Popularmusik einfließen.
2010 nahm Spark das erste Album Downtown Illusions beim Label ARS Produktion auf, damals noch mit Jutta Rieping am Klavier. 2012 erschien das zweite Album Folk Tunes bei Deutsche Grammophon/Universal. In diesem Album greift die Band vermehrt auf traditionelle Melodien europäischer Volksmusik zurück. Das dritte Album Wild Territories erschien 2015, 2017 folgte das vierte Album Facets of Infinity gemeinsam mit dem Frankfurter Opern- und Museumsorchester. 2018 folgte das fünfte Album On the dancefloor bei dem Label Berlinclassics.

## Besetzung
Kern des Ensembles sind die beiden Flötisten Andrea Ritter und Daniel Koschitzki, die die Band auch gegründet haben. Bei ihren Auftritten mit Spark spielen sie bis zu 30 verschiedene Flöten, vor allem Blockflöten von der Subbassblockflöte bis zur Sopraninoblockflöte, darunter auch historische Instrumente wie z. B. die g-Alt-Ganassiflöte aus der Zeit der Renaissance. Daneben spielt Daniel Koschitzki auch die Melodica. Ergänzt werden die Flöten durch die Instrumente eines klassischen Klaviertrios: Klavier (meist Konzertflügel), Violoncello und Violine oder Viola.

## Repertoire
Den Hauptanteil des Repertoires von Spark bilden zeitgenössische Werke, die entweder für Spark komponiert oder von Spark arrangiert werden. Dabei arbeitet Spark eng mit zeitgenössischen Komponisten aus Europa und den USA zusammen, wie Chiel Meijering, Johannes Motschmann, Kenji Bunch oder Lev „Ljova“ Zhurbin. Daneben arrangiert Spark aber auch ältere Werke für die eigene Besetzung, um auf die Wurzeln der heutigen Musik zu verweisen. Auch hat der Cellist Victor Plumettaz das Stück Scotch-Club eigens für Spark komponiert.

## Aktivitäten
Spark engagiert sich bei der Initiative Rhapsody in School und gibt regelmäßig Konzerte in Schulen.

## Diskografie
- 2010: Downtown Illusions (ARS Produktion)[5]
- 2012: Folk Tunes (Deutsche Grammophon/Universal) mit Gaststar Kitty Hoff[6]
- 2012: New Directions In Classical Music (Sampler von Deutsche Grammophon/Universal mit 2 Stücken von Spark)[7]
- 2012: Eine Klassik für sich – Die besten Alben 2012 (Sampler von Deutsche Grammophon/Universa/Decca, Jahresrückblick mit 1 Stück aus Folk Tunes)[8]
- 2015: Wild Territories (Berlin Classics)[9]
- 2017: Facets of Infinity (Neue Meister/Edel) mit dem Frankfurter Opern- und Museumsorchester[10]
- 2018: On the Dancefloor (Berlin Classics/Edel)[9]
- 2020: Be Baroque (Berlin Classics/Edel)[11]

## Auszeichnungen
Für ihr Debütalbum Downtown Illusions erhielt die Band 2011 den ECHO Klassik in der Kategorie „Klassik ohne Grenzen“. In der Begründung heißt es: „Spark überzeugen mit einer einzigartigen Mischung aus Spielfreude und technischer Brillanz. Dabei überwinden sie mit musikalischem Feuer alle stilistischen Grenzen.“